# Domoušice (zámek)
Domoušický zámek je barokní zámecká budova ve stejnojmenné obci v okrese Louny. Od roku 1964 je chráněn jako kulturní památka.

## Historie
Domoušický zámek založila svatovítská kapitula na počátku 18. století. Sloužil jako sídlo správy panství a nacházely se v něm byty zaměstnanců. Později zámek získal děkan Jan August Kneisl, který po svých poddaných vyžadoval neoprávněnou robotu. Spory s poddanými v roce 1775 přerostly v selskou rebelii.
Roku 1783 Domoušice koupil V. J. Paul, který jižně od kostela svatého Martina založil novou osadu Filipov. Jeho syn Leopold panství v roce 1799 prodal Karlu Prücknerovi a ten roku 1802 baronu Jakubu Wimmerovi z Wiemmersberka. Ještě téhož roku však panství získal Josef II. ze Schwarzenbergu. Schwarzenbergové zámek využívali jako sídlo lesní správy a lesnického archívu. Během pozemkové reformy v roce 1924 zámek přešel do majetku státní správy lesů.

## Stavební podoba
Jednopatrová zámecká budova má obdélný půdorys s osmi okenními osami. Fasáda dostala dochovanou podobu během opravy v roce 1869. Ve středu průčelí se nachází mělký rizalit se segmentovaným štítem a věžičkou s hodinami. Okna v prvním patře zdobí pásková ornamentika s mušlemi. Na jižní straně na hlavní budovu navazuje nižší jednopatrové křídlo s rizalitem mimo osu. Prochází jím valeně zaklenutý průjezd, do kterého se vstupuje portálem, v jehož nadpraží je umístěn schwarzenberský znak. Valená klenba je použitá ještě v chodbách přízemí, ale v patře mají místnosti rákosové zrcadlové stropy.